# ロンド・ベル
ロンド・ベルは、アニメーション映画『機動戦士ガンダム 逆襲のシャア』、小説・OVA『機動戦士ガンダムUC』に登場する架空の部隊。英語表記は "LONDO BELL" であり、部隊章にはアルファベットの「L」と鈴を図案化したものが用いられる。

## 概要
宇宙世紀0090年代に編成され、目覚ましい活躍を果たした外郭新興部隊／連邦宇宙軍独立機動艦隊が「ロンド・ベル隊」である。反連邦組織の捜索や掃討を担う特務部隊として、特に「シャアの反乱」、「ラプラス事変」などの終息に多大な貢献を果たしている。名の由来は「ロンデニオン（「荒地」を意味するロンドンの旧名称）の鐘」であり、「有事に警鐘を鳴らす者」という意味も込められている。
隊としての規模は任務上の前身にあたるティターンズとは比較にならないほど小さく、地球圏全域で作戦行動をとりうる任務内容からすると「戦力過小」といえる。しかしながら、装備面では一般部隊より充実しており、艦艇、モビルスーツ共に適時の新型機、あるいは前戦役において活躍した機体の改修モデルが配備されている。

## 遍歴

### ロンド・ベル結成
宇宙世紀0090年3月21日、武力的な反地球連邦政府活動の取り締まりを目的に、地球連邦軍の外郭新興部隊として設立される。拠点はサイド1のコロニー「ロンデニオン」。名目上は連邦宇宙軍に属しているが一定の管轄を持たず、最終的にその行動範囲は各コロニーの駐留・警備から地球上での戦闘までと多岐にわたり、独立部隊ならではの機動力を活かして数々の有事に即応した。
その成立は、第一次ネオ・ジオン抗争後にエゥーゴやカラバの部隊が地球連邦軍に編入された他、コロニーや小惑星に分散していた部隊を再編成した。地球での初代の旗艦はネェル・アーガマが務め、その艦長であるブライト・ノアが艦隊司令を兼任した。
各コロニーに対する独立捜査権こそ与えられているものの、エゥーゴ時代にネェル・アーガマを支えたガンダム・チームのパイロットたちは本隊編成時にはすでに艦を離れており、搭載機であるガンダムタイプのモビルスーツ (MS) も連邦軍上層部によって秘匿かつ封印され、所在不明となった。任務の重大性に比して戦力は質量共に不足しており、宇宙世紀0090年5月にダンジダン派ハマーン軍残党と交戦した際にネェル・アーガマは損害を受け、アンマンまで撤退する。成果らしい成果を挙げられなかったブライトは、司令を解任された。
旧ハマーン派をはじめとするジオニスト系セクトやそれ以外の反連邦活動の弾圧・残党狩りが目的というその性格上、本隊はスペースノイドからティターンズ同様の組織と認識され、憎悪の対象となった。その結果、無策な連邦政府とコロニーの民衆との間で板ばさみの立場を強いられ、2年間にわたる調査でもシャアの再武装の兆候を察知できなかった。

### ネオ・ジオン対策の軍備再編
だが、宇宙世紀0092年12月22日、シャア・アズナブル率いる新生ネオ・ジオン艦艇がスウィート・ウォーターを占拠したことから、状況は急転する。連邦政府高官のジョン・バウアーは、戦力増強をもって本隊をシャアに対抗できる実戦部隊として再編成する。
手始めにバウアーは、本艦隊旗艦として造艦されていたラー・カイラムにそれまで大気圏周回用のガルダ級へ転任させられていたブライトを艦長及び艦隊司令、軍上層部から危険視されて地球上での任務に回されていたアムロ・レイをMS部隊長として本隊へ編入させる。その結果、歴戦の名指揮官ブライトとニュータイプのアムロが所属する部隊という事実は、かつての第13独立部隊（一年戦争当時のホワイトベース隊）同様の最強部隊であるという印象を周囲に与えた。しかし、連邦政府の中枢はシャアとの和平が成立すると錯覚していたため、「地球の危機と判断した場合は独自の行動に出る」という強大な権限を本隊に与えた一方、「ロンド・ベルは戦争をしたがっている」という評価しかしていない。
その後、バウアーが開発・量産を強行して導入からまもないアナハイム・エレクトロニクスの新規量産型MS「ジェガン」と、艦隊を構成する主力艦としてクラップ巡洋艦を配属し、戦力の再編成を図った。しかし、地球連邦軍の高官たちは未だにニュータイプが連邦政府に対して反乱を起こすのではないかと恐怖を抱いており、ガンダムタイプのMSの使用を一切禁じた。アムロは自分用の機体としてΖガンダムの量産型試作MS「リ・ガズィ」を強奪に近い形で受領するが、その性能面には不満が積もっていた。そこでバウアーは、開発資金とアナハイムのフォン・ブラウン工場を手配することで、ガンダムを新造するという思い切った手段に出る。これによって開発されたのが、サイコフレーム搭載の完全新造MS「νガンダム」である。同機は突貫作業で組み上げられ、ロールアウトで10日、実戦装備のための整備を省略することで3日を前倒ししてアムロに引き渡されたが、それでも実際に配備されたのは宇宙世紀0093年3月5日と、新生ネオ・ジオンによる5thルナ落としの後となった。

### 第二次ネオ・ジオン抗争
軍備再編が完了していない隙を突き、ネオ・ジオンは地球の衛星軌道上にあった小惑星5thルナを、少数精鋭で占拠。その軌道を変え、当時の地球連邦本部が置かれていたチベットのラサへの隕石落としを敢行されたことで、ロンド・ベル艦隊はネオ・ジオンに敗北してしまう。
ネオ・ジオンはこの脅迫に応じた連邦政府との和平交渉を逆手に取り、ルナツーとアクシズを奪取してアクシズを地球落下コースへ乗せたため、ロンド・ベル艦隊は隕石落としを今度こそ阻止するべく、ネオ・ジオン艦隊と交戦する。νガンダムをはじめとするMSや艦隊の奮戦により、ネオ・ジオン艦隊に壊滅的ダメージを与えたことでアクシズの地球落下は阻止できたが、ロンド・ベル艦隊は大ダメージを受けたため、残存ネオ・ジオン艦隊の追撃は不可能となり、後年にラプラス事変を引き起こすネオ・ジオン残党軍、通称「袖付き」を生んでしまう結果となる。

### ラプラス事変
宇宙世紀0096年の時点でもロンド・ベルは健在であり、大規模な近代化改修を受けて第二次ネオ・ジオン抗争の損害から立ち直ったネェル・アーガマ（この改修により艦艇種別が強襲揚陸艦へと変更された）が、ユニコーンガンダムとそのパイロットを保護したために、ビスト財団の所有する「ラプラスの箱」をめぐる政争に巻き込まれ、小惑星パラオへの攻略戦や元地球連邦首相官邸「ラプラス」での調査を孤立無援の状態で強いられる事となる。
ユニコーンガンダムがトラブルを経て地球へ降下した頃、ラー・カイラム及びロンド・ベル司令ブライト・ノアはトリントン基地を強襲してきたジオン軍残党の迎撃任務にあたる。この戦いの中、受領していたユニコーンガンダム2号機 バンシィがユニコーンガンダムを鹵獲したが、ビスト財団の思惑を良しとしないブライトは一計を案じ、かつての人脈を借りてユニコーンガンダムを宇宙のネェル・アーガマへ帰還させる。そして、ネェル・アーガマはミネバ・ザビ勢力の力もまとめて「ラプラスの箱」をめぐる戦いで「袖付き」を壊滅させ、「箱」の真実を地球圏に開放している。
直後、ビスト財団と連邦政府は「箱」の隠滅のためコロニーレーザーですべてを焼き払おうとするが、ブライトはロンド・ベル隊の独立捜査権を行使してコロニーレーザーのコントロールセンター「カフカスの森」とそれが設置されていたシャイアン基地を強襲。ビスト財団の代表（代行）であるマーサ・ビスト・カーバインを拘束している。

### ネオ・ジオン戦争後
ロンド・ベル隊は抗争が終結してすぐに規模を縮小され、使用している艦艇やMS、人員を、連邦軍内部に新設された第13独立部隊に編入されることになった。第13独立部隊は、連邦軍のいかなる防衛隊にも属せず、有事に於いては連邦軍直属の遊撃部隊として運用される。宇宙世紀0105年を舞台とした小説『機動戦士ガンダム 閃光のハサウェイ』では、ブライトとラー・カイラムは第13独立艦隊として活動している。

## 機動兵器

### 宇宙世紀0090年時
モビルスーツ
- RGM-86R ジムIII
  - RGM-86RF ジムIII・パワード
- RGM-88X ジェダ
- RGM-89 ジェガン
- MSK-008R リック・ディジェ
- MSZ-010A1 シータプラス
- RX-90 μガンダム
- MSR-100 百式改

艦船
- ネェル・アーガマ（SCVA-76 ネェル・アーガマ）
- ラー ･ ギルス  (SCC-180926 ラー ･ ギルス)

### 宇宙世紀0093年時
モビルスーツ
- RGM-89 ジェガン
- RGZ-91 リ・ガズィ
- RX-93 νガンダム

艦船
- ラー・カイラム
- クラップ（ラー・キェム、ラー・チャター、ラー・エルム、ラー・ザイム）

### 宇宙世紀0096年時
モビルスーツ
- RX-0 ユニコーンガンダム
  - RX-0 フルアーマー・ユニコーンガンダム
  - RX-0 バンシィ
  - RX-0N バンシィ・ノルン
- MSN-001A1 デルタプラス
- RGM-86R ジムIII
- RGM-89D ジェガンD型
- RGM-89S スタークジェガン
  - RGM-89S プロト・スタークジェガン
- RGM-89DEW EWACジェガン
- RGZ-91 リ・ガズィ
- RGZ-95 リゼル
  - RGZ-95C リゼル コマンダータイプ
- RGM-96X ジェスタ
  - RGM-96X ジェスタ・キャノン
- AMS-129 ギラ・ズール (ネェル・アーガマ鹵獲機)
  - AMS-129 ギラ・ズール(親衛隊仕様)  (ネェル・アーガマ鹵獲機)
- NZ-666 クシャトリヤ・ベッセルング
  - NZ-666 クシャトリヤ・リペアード
- RX-160S-2 バイアラン・カスタム2号機 (漫画『機動戦士ガンダムUC バンデシネ』)

宇宙船
- ネェル・アーガマ（ネェル・アーガマ改）
- ラー・カイラム
- クラップ（キャロット、テネンバウム、ラー・デルス、ウンカイ）
- ラーディッシュ